# 香々美川
香々美川（かがみがわ）は、岡山県を流れる吉井川の支流河川。鏡野町越畑を源流とし同町古川と吉原の境付近で吉井川と合流する。